# CSM Bucarest (handball masculin)
Cet article traite de l'équipe masculine de handball. Pour le club omnisports, voir CSM Bucarest et pour l'équipe féminine de handball, voir CSM Bucarest (handball féminin).
Le Clubul Sportiv Municipal Bucarest est un club roumain de handball masculin fondé en 2007 et basé à Bucarest en Roumanie, évoluant en première division roumaine.

## Histoire
Le club remporte en 2019 la Coupe Challenge.

## Palmarès
Compétitions internationales
- Coupe Challenge
  - Vainqueur (1) : 2019

Compétitions nationales
- Championnat de Roumanie
  - Vice-champion (3) : 2015, 2016, 2017
- Coupe de Roumanie
  - Vainqueur (1) : 2016
- Supercoupe de Roumanie
  - Finaliste (1) : 2016

## Personnalités liées au club
- Samvel Aslanyan (en) : joueur de 2016 à 2017
- Allahkaram Esteki (en) : joueur depuis 2018
- Sajjad Esteki (en) : joueur depuis 2018
- Antonio García Robledo : joueur de 2017 à 2018
- Goce Georgievski : joueur de 2016 à 2020
- / Javier Humet (en) : joueur de 2015 à 2018
- Marouène Maggaiez : joueur depuis 2018
- Ion Mocanu : entraîneur de 2013 à 2014
- Naumče Mojsovski (en) : joueur de 2015 à 2016
- Guillaume Saurina : joueur de 2016 à 2017
- Mate Šunjić : joueur de 2017 à 2018
- Eliodor Voica : entraîneur de 2014 à 2015